# Norwich City Football Club
El Norwich City Football Club, conocido simplemente como Norwich City, es un club de fútbol profesional que milita en la English Football League Championship de Inglaterra. Tiene sede en la  ciudad de Norwich, en el condado de Norfolk. El club fue fundado en 1902. Desde 1935, disputa sus partidos como local en el Carrow Road. Mantiene una fuerte rivalidad con el Ipswich Town el equipo del soto, con quien ha disputado el «Derbi de Anglia Oriental» en 134 oportunidades desde 1902.
Norwich se ha consagrado campeón de la Copa de la Liga inglesa en dos oportunidades, en las ediciones de 1961-62 y 1984-85. Mientras que su mejor resultado en la Premier League fue el tercer puesto conseguido en la temporada 1992-93.
El club cuenta con varios ascensos a la máxima categoría del fútbol inglés en su historia, habiéndolo logrado por primera vez en 1972 y de forma más reciente en 2021, al consagrase campeón de la EFL Championship 2020-21.
Sus aficionados son conocidos como The Canaries, como una referencia a sus colores y escudo del club. Su cántico, «On the Ball, City», es considerado como el cántico de fútbol más antiguo del mundo que todavía está en uso. Los colores característicos del club son el amarillo y el verde; dichos colores son utilizados en equipamiento del equipo.

## Historia

### Primeros años (1902-1934)
Norwich City fue fundado luego de una reunión en el Criterio Café de Norwich el 17 de junio de 1902, y jugó su primer partido contra Harwich & Parkeston en Newmarket Road el 6 de septiembre de ese mismo año. El equipo ingresó a la liga local de Norfolk y Suffolk para la temporada 1902-03, pero luego de una comisión investigadora de la Asociación Inglesa de Fútbol, el club fue expulsado de las competencias para aficionados en 1905, ya que se le consideró como una organización profesional. Más tarde ese mismo año Norwich fue elegido para jugar en la Southern League. Con el aumento de la asistencia como local, se vieron obligados a abandonar Newmarket Road en 1908 y se mudaron a The Nest, una cantera en desuso. El apodo original del club era «ciudadanos», pero fue reemplazado en 1907 por «canarios» después de que el presidente del club, que era un entusiasta criador de canarios, apodara a sus jugadores de esta forma y cambiara sus colores a amarillo y verde. Durante la Primera Guerra Mundial, con el fútbol suspendido y enfrentando deudas disparadas, el City entró en liquidación voluntaria el 10 de diciembre de 1917.
El club se reformó oficialmente el 15 de febrero de 1919, y una figura clave de este evento fue Charles Frederick Watling, futuro alcalde de Norwich y padre del futuro presidente del club, Geoffrey Watling. Cuando la Football League formó una Tercera División en mayo de 1920, Norwich se unió a esta competición. Su primer partido de liga, contra Plymouth Argyle el 28 de agosto de 1920, terminó en un empate 1-1. Su primera década en la liga fue mediocre: su mejor posición fue octavo, y su peor fue 18. La década siguiente resultó más exitosa para el club con una victoria récord, 10-2 sobre Coventry City. Norwich fue ascendido como campeón a la Segunda División en la temporada 1933-34 bajo la dirección de Tom Parker.

### Traslado a Carrow Road y la semifinal de la FA Cup (1934-1959)
Con la asistencia que seguía aumentando, y con la Asociación Inglesa de Fútbol expresando su preocupación sobre la idoneidad de The Nest, el club consideró la renovación del estadio, pero finalmente decidió mudarse a Carrow Road. El partido inaugural, el 31 de agosto de 1935 contra West Ham United, terminó con una victoria del equipo local por 4-3 y estableció un nuevo récord de asistencia de 29 779. Lo más destacado de las siguientes cuatro temporadas fue la visita del rey Jorge VI a Carrow Road el 29 de octubre de 1938. Sin embargo, el club descendió a Tercera División al final de la temporada.
La liga se suspendió la temporada siguiente debido a la Segunda Guerra Mundial y no se reanudó hasta la temporada 1946-47. City terminó esta temporada y la siguiente en el puesto 21, los malos resultados obligaron al club a solicitar la reelección a la liga. El club perdió por poco la oportunidad de ascender bajo la dirección del entrenador Norman Low a principios de los años 1950, pero tras el regreso de Tom Parker como entrenador, Norwich terminó último en la liga de fútbol en la temporada 1956-57.
Los eventos fuera del campo eclipsaron las actuaciones del equipo, ya que el club enfrentó dificultades financieras lo suficientemente graves como para hacerlo inviable. Con deudas que ascendían a más de 20 000 libras esterlinas, el club fue rescatado mediante la formación de una nueva junta, presidida por Geoffrey Watling y la creación de un fondo de ayuda presidido por el alcalde de Norwich, Arthur South, que recaudó más de 20 000 libras esterlinas. Por estos y otros servicios al club, ambos personeros fueron honrados con tener gradas que llevan su nombre en Carrow Road.
Archie Macaulay se convirtió en entrenador cuando se reformó el club y vio uno de los mayores logros del club, su carrera hasta la semifinal de la FA Cup 1958-59. Compitiendo como equipo de la tercera categoría, Norwich derrotó a dos oponentes de Primera División en el camino, en particular con una victoria por 3-0 contra el Manchester United de Matt Busby. El City perdió la semifinal solo después de una repetición contra otro equipo de primera, el Luton Town. El equipo de 1958-59, incluido Terry Bly, que anotó siete goles en la campaña, y Ken Nethercott, que jugó la mayor parte del segundo tiempo de un partido en la portería a pesar de una dislocación del hombro, están representados en el salón de la fama del club. Norwich fue el tercer equipo de Tercera División en llegar a la semifinal de la FA Cup.

### La Copa de la Liga y un lugar en Primera División (1959-1980)

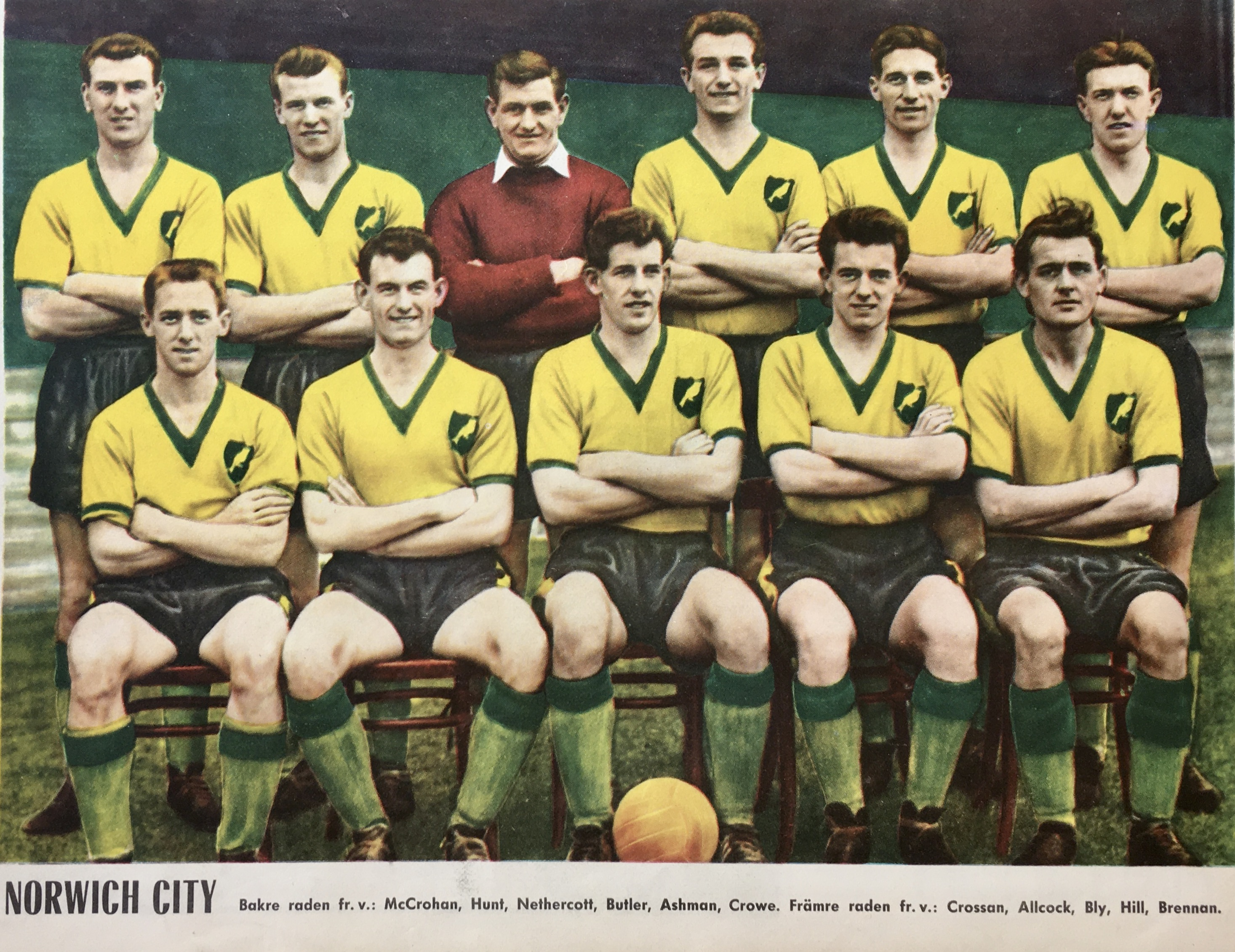
Equipo del Norwich City en 1959.

En la temporada 1959-60, Norwich fue ascendido a Segunda División después de terminar segundo detrás de Southampton y logró un cuarto puesto en la temporada 1960-61. En 1962, Ron Ashman guio al Norwich a su primer trofeo, al derrotar a Rochdale por un marcador global de 4-0 en una final a doble partido para ganar la Copa de la Liga.
El sexto lugar en la liga fue lo más cerca que estuvo el club de ascender a Primera División durante el resto de la década de 1960, pero después de ganar la división en la temporada 1971–72 bajo el mando de Ron Saunders, Norwich City alcanzó el nivel más alto del fútbol inglés por primera vez. Hicieron su primera aparición en el Estadio de Wembley en 1973, perdiendo la final de la Copa de la Liga 1-0 ante Tottenham Hotspur.
El descenso a la Segunda División en la temporada 1973-74 se produjo después de que Saunders se fuera y fuera reemplazado por John Bond, pero la junta directiva mantuvo la fe en Bond y fue recompensada rápidamente. Una primera temporada muy exitosa vio el ascenso de regreso a Primera División, y otra visita a Wembley, nuevamente en la final de la Copa de la Liga, esta vez perdiendo 0-1 ante Aston Villa.

### Ascenso y buenas campañas en la copa (1980-1992)
Bond partió al Manchester City en el otoño de 1980, y el club descendió seis meses después, pero se recuperó la temporada siguiente después de terminar tercero con su sucesor, Ken Brown. En agosto de 1981, el delantero del Norwich City, Justin Fashanu, se convirtió en el primer futbolista negro en cobrar una tarifa de transferencia de 1 millón de libras esterlinas cuando se mudó a Nottingham Forest.
La temporada 1984-85 fue de suerte dispar para el club; bajo la dirección de Brown, llegaron a la final de la Copa de la Liga en el Estadio de Wembley, tras derrotar a Ipswich Town en la semifinal. En la final, vencieron a Sunderland 1-0, pero en la liga, tanto Norwich como Sunderland fueron relegados al segundo nivel del fútbol inglés. Esto convirtió a Norwich en el primer club inglés en ganar un trofeo importante y descender en la misma temporada, algo que no se igualó hasta que el Birmingham City también sufrió el descenso la temporada en la que ganó la Copa de la Liga 26 años después.
Al Norwich también se le negó su primera incursión en Europa con la prohibición de los clubes ingleses sin poder disputar competiciones europeas después de la tragedia de Heysel. El City recuperó de nuevo la máxima categoría al ganar el campeonato de Segunda División en la temporada 1984-85. Este fue el comienzo de un récord del club de nueve temporadas consecutivas en la máxima división del fútbol inglés. La alta posición en la liga en Primera División en 1988–89 habría sido suficiente para la clasificación para la Copa de la UEFA, pero se mantuvo la prohibición a los clubes ingleses. También tuvieron buenas rachas en la copa durante este período, alcanzando las semifinales de la FA Cup en 1989 y nuevamente en 1992.

### Buenas campañas en la Premier League (1992-1995)
Durante 1992-93, la temporada inaugural de la Premier League, Norwich City emergió rápidamente como contendiente sorpresa al título, antes de vacilar en las últimas semanas para terminar tercero detrás del campeón Manchester United y el subcampeón Aston Villa. La temporada siguiente, Norwich participó en la Copa de la UEFA por primera (y única) vez, perdiendo en la tercera ronda ante el Inter de Milán, pero derrotando al Bayern de Múnich. Al ganar 2-1, Norwich fue el primer equipo británico en vencer al conjunto alemán en el Estadio Olímpico de Múnich.
Mike Walker renunció como entrenador del Norwich City en enero de 1994 para hacerse cargo del Everton, y fue reemplazado por John Deehan, quien llevó al club al puesto 12 en la temporada 1993–94 de la Premier League. Norwich comenzó bien la temporada 1994-95, a pesar de la partida en la pretemporada del máximo goleador Chris Sutton a Blackburn Rovers por una tarifa récord británica de 5 millones de libras, y para Navidad eran séptimos en la liga. Norwich luego ganó solo uno de sus últimos 20 encuentros de liga, y cayó al puesto 20 y al descenso, lo que puso fin a una racha de nueve temporadas en la máxima categoría.

### Los años en la segunda categoría (1995-2003)
Poco antes del descenso, Deehan renunció como entrenador y su asistente Gary Megson se hizo cargo hasta el final de la temporada. Martin O'Neill, que había llevado al Wycombe Wanderers de la quinta a la tercera categoría con ascensos sucesivos, fue nombrado técnico del Norwich City en el verano de 1995. Duró solo seis meses en el trabajo, luego de renunciar después de una disputa con el presidente Robert Chase sobre el dinero para fortalecer el equipo. Poco después, Chase renunció después de las protestas de los seguidores, quienes se quejaron de que seguía vendiendo a los mejores jugadores del club y que era el culpable del descenso. Geoffrey Watling compró la participación mayoritaria de Chase.
La cocinera de televisión inglesa Delia Smith y su esposo Michael Wynn-Jones se hicieron cargo de la mayoría de las acciones de Watling en Norwich City en 1996, y Mike Walker fue reelegido como entrenador del club. No pudo repetir el éxito logrado durante su primer período y fue despedido dos temporadas más tarde con el equipo en la mitad de la tabla en la segunda categoría. Nigel Worthington asumió el cargo de entrenador del Norwich City en diciembre de 2000 luego de dos años sin éxito para el club bajo la dirección de Bruce Rioch y luego de Bryan Hamilton. Había estado en el cuerpo técnico de Hamilton, quien renunció con el club en el puesto 20 y en peligro real de descenso al tercer nivel del fútbol inglés por primera vez desde la década de 1960. Worthington evitó la amenaza del descenso y, la temporada siguiente, llevó al City a una final de promoción en el Millennium Stadium, que Norwich perdió contra el Birmingham City en tiros penales.

### Vuelta a la Premier League (2003-2009)

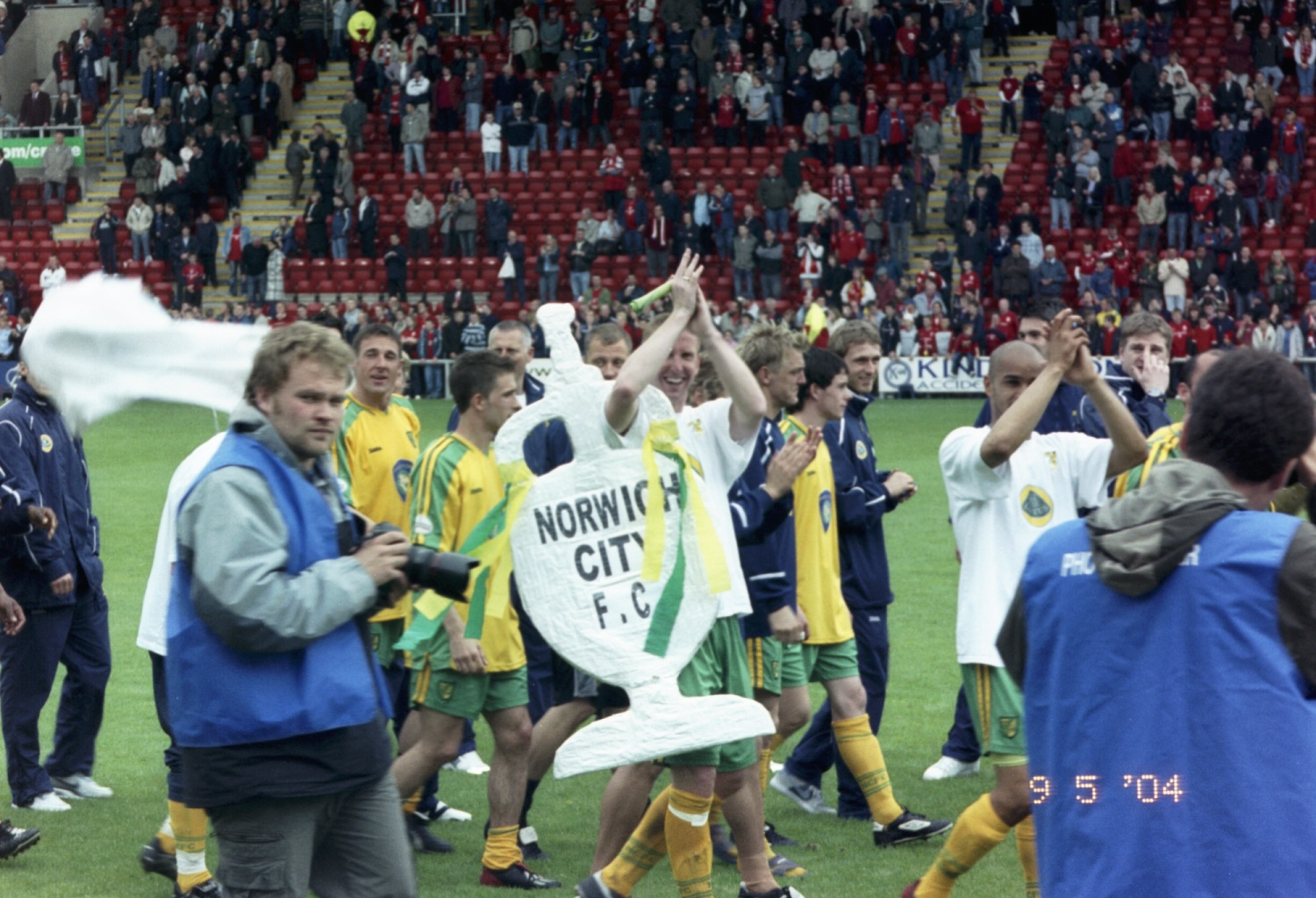
Los jugadores del Norwich City celebran la obtención del campeonato de segunda categoría en 2004.

La temporada 2003-04 vio al club ganar el título de la segunda categoría, terminar con ocho puntos de ventaja sobre el West Bromwich Albion, y regresar a la máxima categoría por primera vez desde 1995. Durante gran parte de la temporada 2004-05, el club luchó por salvar la categoría, pero una derrota por 0-6 en el último día ante Fulham lo condenó al descenso. El club terminó en noveno lugar en la temporada 2005-06 y, como los resultados de la temporada 2006-07 no fueron buenos, Worthington fue despedido en octubre de 2006, directamente después de una derrota por 1-4 ante el Burnley.
En octubre de 2006, Norwich anunció que el exjugador del City, Peter Grant, había dejado el West Ham United para convertirse en el nuevo entrenador. El equipo de Grant se mantuvo en la parte baja de la tabla durante la mayor parte de la temporada y tuvo un mal comienzo en la temporada 2007-08, con solo dos victorias a mediados de octubre. Luego de una derrota por 0-1 ante Queens Park Rangers, Grant dejó el club de mutuo acuerdo en octubre de 2007. Más tarde, ese mismo mes, el exentrenador del Newcastle United Glenn Roeder fue confirmado como reemplazo de Grant. Roeder mantuvo a Norwich en la división con una victoria por 3-0 sobre Queens Park Rangers, en el penúltimo partido de la temporada.

### El sube y baja (2009-actualidad)
En enero de 2009, Roeder fue relevado de sus funciones como entrenador y, poco después, el ex portero del Norwich Bryan Gunn fue nombrado hasta el final de la temporada. Sin embargo, no pudo evitar que el club descendiera en mayo de 2009, después de una derrota por 4-2 fuera de casa ante el ya descendido Charlton Athletic. Tras su descenso, su primer partido de la temporada resultó en una derrota en casa por 7-1 contra sus rivales de Anglia Oriental, el Colchester United. Esta fue la derrota en casa más abultada en la historia del club y Gunn fue despedido seis días después.
El 18 de agosto de 2009, Paul Lambert fue anunciado como el nuevo entrenador, dejando su puesto en el Colchester, y nueve meses después llevó al Norwich a la promoción de vuelta al Championship como campeones de la League One, tras una sola temporada en la League One. La siguiente temporada vio al Norwich ascender a la Premier League, terminando en segundo lugar en la tabla y completando los primeros ascensos consecutivos de la tercera división a la primera desde el Manchester City en 2000.
El club terminó en el puesto 12 en su primera temporada de regreso en la Premier League. Sin embargo, Lambert renunció dentro de un mes del cierre de la temporada para asumir el puesto de entrenador en el rival de liga Aston Villa y fue reemplazado por Chris Hughton. Hughton llevó al Norwich a terminar en el puesto 11, incluyendo una racha de diez partidos invictos en la liga, pero descendieron nuevamente al Championship después de la temporada 2013-14. Hughton fue despedido y reemplazado por el exjugador del Norwich Neil Adams.
Después de una primera mitad mediocre de la temporada 2014-15, Adams renunció en enero de 2015 y el entrenador del Hamilton Academical, Alex Neil, fue nombrado entrenador del Norwich cuatro días después. El nombramiento revitalizó la temporada del Norwich, y la victoria en la final de la eliminatoria del Championship 2015 aseguró un retorno inmediato a la máxima categoría del fútbol inglés. Esto solo fue un alivio temporal, ya que al final de la siguiente temporada fueron nuevamente relegados para jugar la temporada 2016-17 en el Championship.
La siguiente temporada comenzó exitosamente, con el club en la cima del Championship a mediados de octubre. Sin embargo, una mala racha de forma y resultados siguió y en marzo de 2017, Neil fue despedido por el club. El entrenador del primer equipo, Alan Irvine, fue colocado como entrenador interino por el resto de la temporada, terminando finalmente en octavo lugar.
En mayo de 2017, el club nombró al alemán Daniel Farke como entrenador, convirtiéndose en el primer entrenador del club en sus 114 años de historia que no era de las islas británicas. En la primera temporada de Farke, el Norwich terminó en el puesto 14. La temporada siguiente fue mucho más exitosa; con la ayuda del máximo goleador Teemu Pukki, el club fue promovido nuevamente a la Premier League después de una ausencia de tres años como campeones del Championship. Sin embargo, el Norwich fue nuevamente relegado al Championship después de solo una temporada de regreso en la máxima categoría, convirtiéndose en el primer equipo en la historia de la Premier League en descender cinco veces de la división. El efecto yo-yo continuó sin cesar: en mayo de 2021, el Norwich fue coronado ganador del Championship, asegurando la promoción de vuelta a la máxima categoría en el primer intento, pero no lograron ganar un partido en sus primeros nueve juegos de regreso en la Premier League en la temporada 2021-22, y Farke fue despedido por el club en noviembre. El 14 de noviembre de 2021, el club nombró al exjefe del Walsall, Brentford y Aston Villa Dean Smith como su nuevo entrenador. El Norwich completó un récord de sexto descenso de la Premier League, y, tras una primera mitad de temporada indiferente, Smith fue despedido en diciembre de 2022.
El 6 de enero de 2023, el club nombró al exjefe del Huddersfield Town, Schalke y Young Boys, David Wagner, como su nuevo entrenador. Después de un decimotercer lugar bajo el mando de Wagner en la temporada 2022-23, el club mejoró a un sexto lugar en la temporada 2023-24 y se clasificó para los playoffs del Championship. Sin embargo, el 17 de mayo de 2024, Wagner fue despedido por el club después de quince meses en el cargo tras una derrota por 4-0 en el global contra el Leeds United en las semifinales del playoff.

## Uniforme
- Uniforme titular: Camiseta amarillo con verde, pantalón verde y medias amarillas con detalle verde.
- Uniforme alternativo: Camiseta roja, pantalón rojo y medias rojas.

### Evolución del uniforme

#### Local
| 2021–2022 | 2020–2021 | 2019–2020 | 2018–2019 | 2017–2018 | 2016–2017 | 2015–2016 |
| 2014–2015 | 2013-2014 | 2012-2013 | 2011-2012 | 2010-2011 | 2008-2010 |           |

#### Visita
| 2021-2022 | 2020–2021 | 2019–2020 | 2018–2019 | 2017–2018 | 2016–2017 | 2015–2016 |
| 2014–2015 | 2013-2014 | 2012-2013 | 2011-2012 | 2009-2011 | 2008-2009 |           |

#### 3.º Uniforme
| 2021-2022 | 2019-2020 | 2018-2019 | 2017-2018 | 2016-2017 | 2015-2016 |

## Patrocinio
| Periodo | Patrocinador        | Proveedor |
| ------- | ------------------- | --------- |
| 1975–76 | N/A                 | Umbro     |
| 1976–81 | N/A                 | Admiral   |
| 1981–83 | N/A                 | Adidas    |
| 1983–84 | Poll Withey Windows | Adidas    |
| 1984–86 | Poll Withey Windows | Hummel    |
| 1986–87 | Foster's Lager      | Hummel    |
| 1987–89 | Foster's Lager      | Scoreline |
| 1989–92 | Asics               | Asics     |
| 1992–94 | N&P                 | Ribero    |
| 1994–97 | N&P                 | Mitre     |
| 1997–99 | Colman's            | Pony      |
| 1999–01 | Colman's            | Alexandra |
| 2001–03 | Digital Phone Co.   | Xara      |
| 2003–06 | Proton Cars         | Xara      |
| 2006–08 | Flybe.com           | Xara      |
| 2008–11 | Norwich Union       | Xara      |
| 2011–16 | Aviva               | Errea     |
| 2016–17 | Aviva Community     | Errea     |
| 2017–   | LeoVegas            | Errea     |

## Jugadores

### Mejor equipo histórico del Norwich City
En 2008, los aficionados emitieron sus votos en una encuesta en línea para determinar el «Greatest Ever Norwich City XI» —el Mejor equipo histórico del Norwich City—, el cual fue seleccionado con los siguientes jugadores:
En paréntesis, los años en los cuales el futbolista jugó para el club.
- Kevin Keelan (1963–1980)
- Ian Culverhouse (1985–1994)
- Steve Bruce (1984–1987)
- Duncan Forbes (1968–1981)
- Mark Bowen (1987–1996)
- Darren Huckerby (2003–2008)
- Ian Crook (1986–1997)
- Martin Peters (1975–1980)
- Darren Eadie (1993–1999)
- Chris Sutton (1991–1994)
- Iwan Roberts (1997–2004)

El club posee a su vez, un Salón de la Fama, el cual fue inaugurado en 2002 con motivo de conmemorar el centenario del club. Por votación de los aficionados, fueron incluidas imágenes o camisetas sobre 100 exjugadores. No obstante, el salón fue agrandándose, ya que se han incluido con el tiempo otros jugadores, algo que ocurrió en 2003, 2006 y 2012.

### Mejor jugador del año
| Año  | Ganador       |
| ---- | ------------- |
| 1967 | Terry Allcock |
| 1968 | Hugh Curran   |
| 1969 | Ken Foggo     |
| 1970 | Duncan Forbes |
| 1971 | Ken Foggo     |
| 1972 | Dave Stringer |
| 1973 | Kevin Keelan  |
| 1974 | Kevin Keelan  |
| 1975 | Colin Suggett |
| 1976 | Martin Peters |
| 1977 | Martin Peters |
| 1978 | John Ryan     |

| Año  | Ganador        |
| ---- | -------------- |
| 1979 | Tony Powell    |
| 1980 | Kevin Bond     |
| 1981 | Joe Royle      |
| 1982 | Greg Downs     |
| 1983 | Dave Watson    |
| 1984 | Chris Woods    |
| 1985 | Steve Bruce    |
| 1986 | Kevin Drinkell |
| 1987 | Kevin Drinkell |
| 1988 | Bryan Gunn     |
| 1989 | Dale Gordon    |
| 1990 | Mark Bowen     |

| Año  | Ganador         |
| ---- | --------------- |
| 1991 | Ian Culverhouse |
| 1992 | Robert Fleck    |
| 1993 | Bryan Gunn      |
| 1994 | Chris Sutton    |
| 1995 | Jon Newsome     |
| 1996 | Spencer Prior   |
| 1997 | Darren Eadie    |
| 1998 | Matt Jackson    |
| 1999 | Iwan Roberts    |
| 2000 | Iwan Roberts    |
| 2001 | Andy Marshall   |
| 2002 | Gary Holt       |

| Año  | Ganador           |
| ---- | ----------------- |
| 2003 | Adam Drury        |
| 2004 | Craig Fleming     |
| 2005 | Darren Huckerby   |
| 2006 | Gary Doherty      |
| 2007 | Darren Huckerby   |
| 2008 | Dion Dublin       |
| 2009 | Lee Croft         |
| 2010 | Grant Holt        |
| 2011 | Grant Holt        |
| 2012 | Grant Holt        |
| 2013 | Sébastien Bassong |
| 2014 | Robert Snodgrass  |

| Año  | Ganador          |
| ---- | ---------------- |
| 2015 | Bradley Johnson  |
| 2016 | Jonny Howson     |
| 2017 | Wes Hoolahan     |
| 2018 | Teemu Pukki      |
| 2019 | Tim Krul         |
| 2020 | Emiliano Buendía |
| 2021 |                  |
| 2022 |                  |
| 2023 |                  |
| 2024 |                  |
| 2025 |                  |
| 2026 |                  |

## Funcionarios del club
| Cargo                        | Nombre           |
| ---------------------------- | ---------------- |
| Mánager                      | Vacante          |
| Entrenador del primer equipo | Christopher John |
| Entrenador del primer equipo | Edmund Riemer    |
| Entrenador de arqueros       | Ed Wootten       |
| Fuente: Norwich City F.C.    |                  |

| Cargo              | Nombre                         |
| ------------------ | ------------------------------ |
| Presidente         | Alan Bowkett                   |
| Vicepresidente     | Michael Foulger                |
| Director ejecutivo | David McNally                  |
| Accionistas        | Delia Smith Michael Wynn-Jones |
| Directores         | Stephen Fry Stephan Phillips   |

## Entrenadores

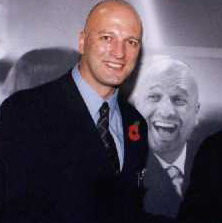
Bryan Gunn, exentrenador del club en 2009.

El primer entrenador fue John Bowman, quien fue contratado en 1905. Desde entonces, Norwich City ha tenido un total de 39 entrenadores hasta la actualidad. Ken Brown ostenta el récord de partidos en el cargo, con un total de 367 entre 1980 y 1987. Fue bajo la conducción de Brown mediante la que el club obtuvo su último título oficial, que fue la Copa de la Liga en la temporada 1984-85. Previamente, el club había ganado dicho trofeo teniendo a Willie Reid como entrenador en 1962.
Desde enero de 2015, el entrenador es Alex Nail, quien asumió tras la renuncia de Neil Adams. A continuación, se listan todos los entrenadores del club desde su fundación hasta la actualidad.
Claves
| - Nac. = Nacionalidad - In. = Inicio del cargo - Fn. = Fin del cargo - PJ = Partidos jugados | - PG = Partidos ganados - PE = Partidos empatados - PP = Partidos perdidos - %W = Porcentaje de victorias |

Actualizado al 7 de agosto de 2015. No se incluyen entrenadores interinos. Solamente se cuentan en las presentes estadísticas partidos profesionales oficiales.
| Nombre              | Nac.                         | In.                                          | Fn.                                        | PJ  | PG  | PE  | PP  | %W    |
| ------------------- | ---------------------------- | -------------------------------------------- | ------------------------------------------ | --- | --- | --- | --- | ----- |
| John Bowman         | Bandera de Inglaterra        | 1 de agosto de 1905                          | 31 de julio de 1907                        | 78  | 31  | 23  | 24  | 39.7  |
| James McEwen        | Bandera de Escocia           | 1 de agosto de 1907                          | 31 de mayo de 1908                         | 43  | 13  | 10  | 20  | 30.2  |
| Arthur Turner       | Bandera de Inglaterra        | 1 de agosto de 1909                          | 31 de mayo de 1910                         | 86  | 27  | 22  | 37  | 31.4  |
| Bert Stansfield     | Bandera de Inglaterra        | 1 de agosto de 1910                          | 31 de mayo de 1915                         | 248 | 78  | 75  | 95  | 31.5  |
| Major Frank Buckley | Bandera de Inglaterra        | 1 de agosto de 1919                          | 1 de julio de 1920                         | 43  | 15  | 11  | 17  | 34.9  |
| Charles O'Hagan     | Bandera de Inglaterra        | 1 de julio de 1920                           | 1 de enero de 1921                         | 21  | 4   | 9   | 8   | 19.0  |
| Albert Gosnell      | Bandera de Inglaterra        | 1 de enero de 1921                           | 28 de febrero de 1926                      | 233 | 59  | 79  | 95  | 25.3  |
| Bert Stansfield     | Bandera de Inglaterra        | 1 de marzo de 1926                           | 1 de noviembre de 1926                     |     |     |     |     |       |
| Cecil Potter        | Bandera de Inglaterra        | 1 de noviembre de 1926                       | 1 de enero de 1929                         | 101 | 30  | 26  | 45  | 29.7  |
| James Kerr          | Bandera de Inglaterra        | 1 de abril de 1929                           | 28 de febrero de 1933                      | 168 | 65  | 43  | 60  | 38.7  |
| Tom Parker          | Bandera de Inglaterra        | 1 de marzo de 1933 1 de mayo de 1955         | 1 de febrero de 1937 31 de marzo de 1957   | 271 | 104 | 69  | 98  | 38.4  |
| Bob Young           | Bandera de Inglaterra        | 1 de febrero de 1937 1 de septiembre de 1939 | 31 de diciembre de 1938 31 de mayo de 1946 | 78  | 26  | 14  | 38  | 33.3  |
| Jimmy Jewell        | Bandera de Inglaterra        | 1 de enero de 1939                           | 1 de septiembre de 1939                    | 20  | 6   | 4   | 10  | 30.0  |
| Duggie Lochhead     | Bandera de Escocia           | 1 de diciembre de 1945                       | 1 de marzo de 1950                         | 104 | 42  | 28  | 34  | 40.4  |
| Cyril Spiers        | Bandera de Inglaterra        | 1 de junio de 1946                           | 1 de diciembre de 1947                     | 65  | 15  | 12  | 38  | 23.1  |
| Norman Low          | Bandera de Escocia           | 1 de mayo de 1950                            | 30 de abril de 1955                        | 258 | 129 | 56  | 73  | 50.0  |
| Archie Macaulay     | Bandera de Escocia           | 1 de abril de 1957                           | 1 de octubre de 1961                       | 224 | 105 | 60  | 59  | 46.9  |
| Willie Reid         | Bandera de Escocia           | 1 de diciembre de 1961                       | 1 de mayo de 1962                          | 31  | 13  | 6   | 12  | 41.9  |
| George Swindin      | Bandera de Inglaterra        | 1 de mayo de 1962                            | 30 de noviembre de 1962                    | 20  | 10  | 5   | 5   | 50.0  |
| Ron Ashman          | Bandera de Inglaterra        | 1 de diciembre de 1962                       | 31 de mayo de 1966                         | 162 | 59  | 39  | 64  | 36.4  |
| Lol Morgan          | Bandera de Inglaterra        | 1 de junio de 1966                           | 1 de mayo de 1969                          | 127 | 45  | 47  | 35  | 35.4  |
| Ron Saunders        | Bandera de Inglaterra        | 1 de julio de 1969                           | 16 de noviembre de 1973                    | 221 | 84  | 61  | 76  | 38.0  |
| John Bond           | Bandera de Inglaterra        | 27 de noviembre de 1973                      | 31 de octubre de 1980                      | 340 | 105 | 114 | 121 | 30.9  |
| Ken Brown           | Bandera de Inglaterra        | 1 de noviembre de 1980                       | 9 de noviembre de 1987                     | 367 | 150 | 93  | 124 | 40.9  |
| Dave Stringer       | Bandera de Inglaterra        | 9 de noviembre de 1987                       | 1 de mayo de 1992                          | 229 | 89  | 58  | 82  | 38.9  |
| Mike Walker         | Bandera de Gales             | 1 de junio de 1992 21 de junio de 1996       | 6 de enero de 1994 30 de abril de 1998     | 179 | 69  | 46  | 64  | 38.5  |
| John Deehan         | Bandera de Inglaterra        | 12 de enero de 1994                          | 31 de julio de 1995                        | 58  | 13  | 22  | 23  | 22.4  |
| Martin O'Neill      | Bandera de Irlanda del Norte | Agosto de 1995                               | Diciembre de 1995                          | 26  | 12  | 9   | 5   | 46.2  |
| Gary Megson         | Bandera de Inglaterra        | Diciembre de 1995                            | 21 de junio de 1996                        | 32  | 5   | 10  | 17  | 15.6  |
| Bruce Rioch         | Bandera de Escocia           | 12 de junio de 1998                          | 13 de marzo de 2000                        | 93  | 30  | 31  | 32  | 32.3  |
| Bryan Hamilton      | Bandera de Irlanda del Norte | 5 de abril de 2000                           | 4 de diciembre de 2000                     | 35  | 10  | 10  | 15  | 28.6  |
| Nigel Worthington   | Bandera de Irlanda del Norte | 4 de diciembre de 2000                       | 2 de octubre de 2006                       | 280 | 114 | 104 | 62  | 40.7  |
| Peter Grant         | Bandera de Escocia           | 13 de octubre de 2006                        | 9 de octubre de 2007                       | 54  | 18  | 12  | 24  | 33.3  |
| Glenn Roeder        | Bandera de Inglaterra        | 30 de octubre de 2007                        | 14 de enero de 2009                        | 65  | 20  | 15  | 30  | 30.8  |
| Bryan Gunn          | Bandera de Escocia           | 16 de enero de 2009                          | 13 de agosto de 2009                       | 21  | 6   | 5   | 10  | 28.6  |
| Paul Lambert        | Bandera de Escocia           | 18 de agosto de 2009                         | 2 de junio de 2012                         | 142 | 70  | 37  | 35  | 49.3  |
| Chris Hughton       | Bandera de Irlanda           | 6 de junio de 2012                           | 6 de abril de 2014                         | 82  | 24  | 23  | 35  | 29.3  |
| Neil Adams          | Bandera de Inglaterra        | 6 de abril de 2014                           | 5 de enero de 2015                         | 32  | 13  | 7   | 12  | 40.7  |
| Alex Neil           | Bandera de Escocia           | 9 de enero de 2015                           | 10 de marzo de 2017                        | 107 | 44  | 20  | 43  | 41.1  |
| Daniel Farke        | Bandera de Alemania          | 25 de mayo de 2017                           | 6 de noviembre de 2021                     | 208 | 87  | 49  | 72  | 49.68 |
| Dean Smith          | Bandera de Inglaterra        | 15 de noviembre de 2021                      | 27 de diciembre de 2022                    | 56  | 17  | 10  | 29  |       |
| David Wagner        | Bandera de Alemania          | 6 de enero de 2023                           | 17 de mayo de 2024                         | 75  | 31  | 17  | 27  |       |

## Estadio

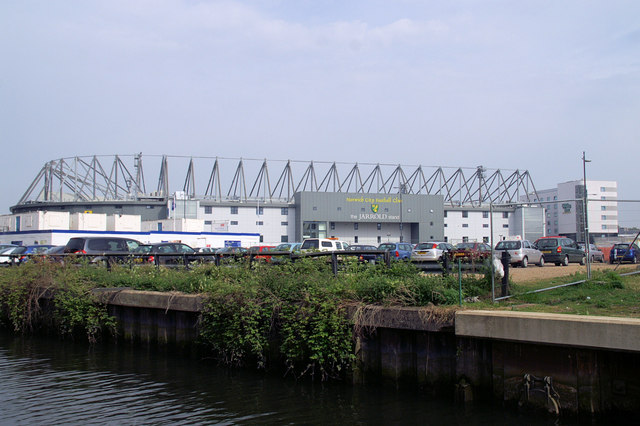
Carrow road estadio del Norwich City

El estadio del Norwich City es el Carrow Road, es un estadio que mide 104x68 m y tiene una capacidad de 27 244 espectadores. El estadio está situado en la ciudad de Norwich, Inglaterra. Este estadio fue inaugurado el año 1935 después que el Norwich City tuviera que mudarse de estadio, ya que el anterior no pasaba unos mínimos de seguridad.

## Palmarés
Norwich City ha ganado diversos trofeos, los cuales se listan a continuación:

### Títulos nacionales (2)
| Competición nacional   | Títulos                                      | Subcampeonatos   |
| ---------------------- | -------------------------------------------- | ---------------- |
| Copa de la Liga (2/2)  | 1961-62, 1984-85.                            | 1972-73, 1974-75 |
| Segunda división (5/1) | 1971-72, 1985-86, 2003-04, 2018-19, 2020-21. | 2010-11.         |
| Tercera división (2/1) | 1933-34 (Sur), 2009-10.                      | 1959-60          |

Friendship Trophy
Cada vez que se enfrentan, Norwich y Sunderland disputan el Friendship Trophy, un trofeo que se remonta a la camaradería establecida entre los aficionados de los dos clubes en la final de la Copa de la Liga de la temporada 1984-85 que disputaron ambos equipos En su último enfrentamiento, Norwich derrotó 2-0 a Sunderland en el Carrow Road el día 22 de marzo de 2014 en la Premier League.

## Rivalidades
El Derby East Anglia es como se conoce la rivalidad entre el Norwich y el Ipswich Town

## El club en la cultura popular

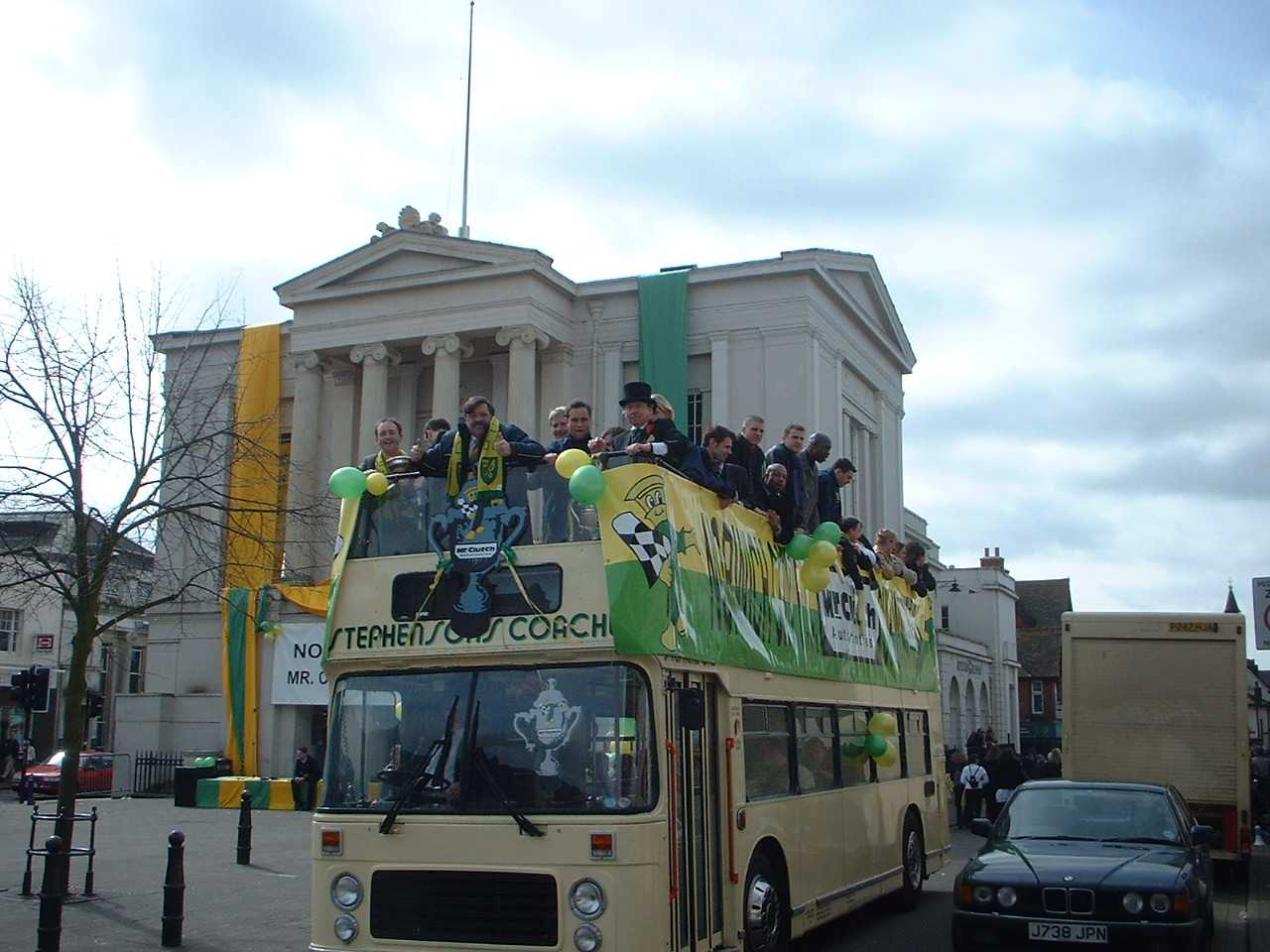
Rodaje de Mike Bassett: England Manager.

En la película Mike Bassett: England Manager, estrenada en 2001, el protagonista homónimo, interpretado por Ricky Tomlinson, salta a la fama como resultado de su éxito como entrenador del Norwich City, después de haber ganado la «Mr Clutch Cup». Posteriormente, los aficionados del Norwich realizaron diversos festejos, como por ejemplo, con un autobús de techo descubierto. Sin embargo, estas escenas fueron en realidad filmadas en St Albans, Hertfordshire, en lugar de Norwich.
En 1972, la organización Children's Film Foundation lanzó una película llamada The Boy Who Turned Yellow, acerca de un niño que vive en Londres que es fanático del Norwich City. Tras una excursión a la Torre de Londres, John no consigue mantenerse despierto en clase, con lo que su profesor le envía a casa. En el trayecto de regreso descubre que el tren y el resto de cosas se han vuelto amarillos. Esa noche recibe la visita de un extraterrestre, que le enseña todo sobre la electricidad. El vínculo con el club de fútbol se utiliza para explicar por qué el niño ya tiene tantas cosas amarillas en su dormitorio.

## Norwich City Ladies
El Norwich City Ladies es el club femenino de fútbol afiliado a Norwich City. Participa en la South East Combination League, una liga regional perteneciente a la tercera categoría del Sistema de Ligas de fútbol femenino de Inglaterra. Según el sitio oficial, el Norwich City Ladies «es el equipo femenino oficial del Norwich City Football Club, el cual se encuentra vinculado con el programa Girls' Centre of Excellence desarrollado por la Asociacion de Futbol de Inglaterra». En consecuencia a la imprementación de este programa dentro del club, el 95% de las jugadoras del club han sido promovidas al primer equipo desde las categorías inferiores. El equipo disputa sus partidos como local en el Plantation Park, Blofield, Norwich.